# Sendangrejo (Ngaringan)
Sendangrejo is een bestuurslaag in het regentschap Grobogan van de provincie Midden-Java, Indonesië. Sendangrejo telt 3195 inwoners (volkstelling 2010).